# Европско првенство у атлетици у дворани 1973 — 1.500 метара за мушкарце
Такмичење у  трци на 1.500 метара у мушкој конкуренцији на 4. Европском првенству у атлетици у дворани 1973. одржано је 10. и 11. марта 1973. године у Арени Ахој у Ротердаму, Холандија.
Титулу освојену у Греноблу 1972. није бранио Жак Боксбергер из Француске.

## Земље учеснице
Учествовало је 16 атлетичара из 10 земаља.
1. Белгија (2)
2. Данска (1)
3. Западна Немачка (1)
4. Источна Немачка (2)
5. Пољска  (2)
6. Совјетски Савез (2)
7. Француска (1)
8. Холандија (2)
9. Чехословачка (2)
10. Шпанија (1)

## Рекорди
Извор:
| Рекорди пре почетка Европског првенства у дворани 1973.     | Рекорди пре почетка Европског првенства у дворани 1973. | Рекорди пре почетка Европског првенства у дворани 1973. | Рекорди пре почетка Европског првенства у дворани 1973. | Рекорди пре почетка Европског првенства у дворани 1973. | Рекорди пре почетка Европског првенства у дворани 1973. |
| ----------------------------------------------------------- | ------------------------------------------------------- | ------------------------------------------------------- | ------------------------------------------------------- | ------------------------------------------------------- | ------------------------------------------------------- |
| Светски рекорд                                              | Харалд Норпот                                           | Западна Немачка                                         | 3:37,8                                                  | Западни Берлин, Западна Немачка                         | 10. фебруар 1971.                                       |
| Европски рекорд у дворани                                   | Харалд Норпот                                           | Западна Немачка                                         | 3:37,8                                                  | Западни Берлин, Западна Немачка                         | 10. фебруар 1971.                                       |
| Рекорди европских првенстава у дворани                      | Хенрик Шордиковски                                      | Пољска                                                  | 3:41,4                                                  | Софија, Бугарска                                        | 14. март 1971                                           |
| Рекорди после завршеног Европског првенства у дворани 1973. |                                                         |                                                         |                                                         |                                                         |                                                         |
| Нових рекорда није било.                                    |                                                         |                                                         |                                                         |                                                         |                                                         |

## Сатница
| Датум          | Време | Ниво          |
| -------------- | ----- | ------------- |
| 10. март 2017  |       | Квалификације |
| 11. март 2017. |       | Финале        |

## Освајачи медаља
|                           |                      |                                    |
| Хенрик Шордиковски Пољска | Херман Мињон Белгија | Клаус Петер Јустус Источна Немачка |

## Резултати

### Квалификације
За финале су се пласирала по 3 првопласирана из обе групе (КВ) и 2 на основу постигнутог резултата (кв).
| Место | Група | Атлетичар          | Земља           | Резултат | Белешка |
| ----- | ----- | ------------------ | --------------- | -------- | ------- |
| 1.    | 1     | Хенрик Шордиковски | Пољска          | 3:43,83  | КВ      |
| 2.    | 1     | Херман Мињон       | Белгија         | 3:43.99  | КВ      |
| 3.    | 1     | Клаус Петер Јустус | Источна Немачка | 3:44,12  | КВ      |
| 4.    | 1     | Хајко Схарм        | Холандија       | 3:44,45  | кв, ЛР  |
| 5.    | 1     | Михаил Улимов      | Совјетски Савез | 3:44,48  | кв      |
| 6.    | 1     | Иван Ковач         | Чехословачка    | 3:44.58  | ЛР      |
| 7.    | 2     | Јирген Хемерлинг   | Источна Немачка | 3:44,86  | КВ      |
| 8.    | 2     | Влођимјеж Сташак   | Пољска          | 3:45,56  | КВ, ЛРС |
| 9.    | 2     | Брам Васенар       | Холандија       | 3:45,72  | КВ      |
| 10.   | 2     | Едгар Салве        | Белгија         | 3:45,81  | ЛРС     |
| 11.   | 1     | Рулоф Велд         | Холандија       | 3:45,85  | ЛР      |
| 12.   | 2     | Владимир Јаровенко | Совјетски Савез | 3:48,37  | ЛР      |
| 13.   | 1     | Жан Луи Беноа      | Француска       | 3:48,98  | ЛР      |
| 14.   | 2     | Кристијан Колизи   | Западна Немачка | 3:49,42  | ЛР      |
| 15.   | 2     | Хуан Бораз         | Шпанија         | 3:54,82  | ЛРС     |
| 16.   | 2     | Герд Ларсен        | Данска          | 4:00,97  | ЛР      |

### Финале
| Пласман | Атлетичар          | Земља           | Резултат | Белешка |
| ------- | ------------------ | --------------- | -------- | ------- |
|         | Хенрик Шордиковски | Пољска          | 3:43,01  | ЛРС     |
|         | Херман Мињон       | Белгија         | 3:43,160 | ЛР      |
|         | Клаус Петер Јустус | Источна Немачка | 3:43,36  | ЛР      |
| 4.      | Јирген Хемерлинг   | Источна Немачка | 3:43,59  | ЛР      |
| 5.      | Михаил Улимов      | Совјетски Савез | 3:44,33  | ЛР      |
| 6.      | Хајко Схарм        | Холандија       | 3:44,45  | =ЛР     |
| 7.      | Брам Васенар       | Холандија       | 3:44,98  | ЛР      |
| 8.      | Влођимјеж Сташак   | Пољска          | 3:45,75  |         |

## Укупни биланс медаља у трци на 1.500 метара за мушкарце после 4. Европског првенства у дворани 1970—1973.
|    | Земља           |   |   |   |    |
| -- | --------------- | - | - | - | -- |
| 1. | Пољска          | 3 | 0 | 0 | 3  |
| 2. | Француска       | 1 | 0 | 0 | 1  |
| 3. | Совјетски Савез | 0 | 1 | 1 | 2  |
| 4. | Белгија         | 0 | 1 | 0 | 1  |
| 4. | Грчка           | 0 | 1 | 0 | 1  |
| 4. | Ирска           | 0 | 1 | 0 | 1  |
| 7. | Источна Немачка | 0 | 0 | 1 | 1  |
| 7. | Италија         | 0 | 0 | 1 | 1  |
| 7. | Западна Немачка | 0 | 0 | 1 | 1  |
|    | Укупно {9}      | 4 | 4 | 4 | 12 |

|    | Атлетичар          | Земља           |   |   |   |   |
| -- | ------------------ | --------------- | - | - | - | - |
| 1. | Хенрик Шордиковски | Пољска          | 3 | 0 | 0 | 3 |
| 2. | Владимир Пантелеј  | Совјетски Савез | 0 | 1 | 1 | 2 |